# Domenico Cernecca
Domenico Cernecca (Bale, 6. ožujka 1914. – Pula, 14. veljače 1989.) hrvatski filolog, prevoditelj, uredinik i redoviti profesor Filozofskog fakulteta Sveučilišta u Zagrebu.

## Životopis
1934 god. završava s najvišim ocjenama Klasičnu gimnaziju u Puli. Nakon toga upisuje Filozofski fakultet Sveučilišta u Padovi. Kasnije, nastavlja studije u Firenci gdje maksimalnim bodovima polaže zadnje ispite i dobiva diplomu doktora književnosti. 1939. godine polaže državni ispit u Rimu. 
Nakon diplome predaje na Srednjoj školi u Puli gdje mu je dodijeljena katedra za književnost.
U Puli 1945 godine je osnovao i bio glavni urednik „Il Nostro giornale“ („Naše novine“). 
Kasnije, dobiva premještaj u Rijeku, također kao urednik „La Voce del Popolo“(„Glas naroda“). Vraća se u Pulu gdje radi kao direktor talijanske gimnazije "Leonardo Da Vinci". Pod njegovim vodstvom dosegla je znatne rezultate, te dobio razna odličja od društveno-političkih gradskih i republičkih organa. 
1954. godine preselio je u Zagreb u svojstvu lektora talijanskog jezika na Filozofskom fakultetu Sveučilišta u Zagrebu. Surađivao je u mnogim domaćim i stranim časopisima i novinama. Objavio je mnogobrojne znanstvene radove o talijanskom književnom jeziku i istroromanskim dijalektima (među ostalim objavljuje i prvi rječnik Balskog dijalekta) i u „Studia Romanica et Anglica Zagabriensia“  
Poznata je njegova bogata aktivnost kao prevoditelja koja obuhvaća monografije, eseje, školske knjige, književna djela i td.  Bio je član raznih hrvatskih i međunarodnih jezikoslovnih udruženja.
Objavio je više od 100, što znanstvenih i profesionalnih radova, recenzija, prijevoda, prezentacija i članaka (vidi bibliografiju).
Usporedno s opsežnim znanstvenim radom jezikoslovca, znanstvenika sudjelovao je u na području kulturnog djelovanja talijanske nacionalne zajednice u Hrvatskoj.
Zahvaljujući njegovom bogatom znanstvenom radu, uspješnom podučavanju, objavljenim djelima, a posebno proučavanju lika Pietra Stankovića dodijeljena mu je titula doktora filoloških znanosti. U tom je smjeru nastavio i prošao sve etape sveučilišne karijere sve do redovitog profesora talijanskog jezika. 
Posebno se posvetio podučavanju Normativne gramatike i Stilistike talijanskog jezika, te analizom poznatih talijanskih pisaca. Predavao je i Povijest talijanske književnosti. Zbog mnogostrane i korisne aktivnosti na polju didaktike dobio je razne nagrade i priznanja.
1975. godine odlikovan je Redom Viteza republike Italije (l'Ordine del Cavaliere della Repubblica Italiana), a 1977. godine primio je odlikovanje „Božidar Adžija“ za važno djelovanje na području talijanskog jezika. 
Na poziv Pedagoškog fakulteta u Puli seli se iz Zagreba. Njegovim dolaskom Talijanski odsjek podijeljen je na jezik i književnost, pa je dvogodišnji studiji postao četverogodišnji na nivou sveučilišta.
Glavna ulica u Balama kao i ulica u Puli nosi njegovo ime.